# Эбиоуэй, Малком
Малком Переуэри Эбиоуэй (англ. Malcolm Perewari Ebiowei; род. 4 сентября 2003, Лондон) — английский футболист, вингер клуба «Блэкпул».

## Клубная карьера
В детстве Эбиоуэй побывал в академиях «Челси», «Арсенала» и «Рейнджерс». После этого в 2021 году присоединился к «Дерби Каунти» и уже через год дебютировал в Чемпионшипе.
26 июня 2022 года Эбиоуэй согласился присоединиться к «Кристал Пэлас». 1 июля того же года, по истечении своего контракта с «Дерби Каунти», Малком подписал контракт с новым клубом на 5 лет.